# Claudio Scimone
Claudio Scimone (Pàdua (Itàlia), 23 de desembre de 1934 - idem. 6 de setembre de 2018) va ser un director d'orquestra italià.
Scimone va estudiar direcció amb Dimitri Mitropoulos i Franco Ferrara. Va establir una reputació internacional com a director d'orquestra, així com com a compositor. Va reviure moltes obres barroques i renaixentistes. La seva discografia inclou més de 150 títols, i va guanyar nombrosos premis, inclòs el "Grand Prix du Disque" de l'"Académie Charles Cros".
Claudio Scimone va ser el fundador de "I Solisti Veneti" (el conjunt amb el qual es van fer la majoria dels seus enregistraments) i en el moment de la seva mort era el director honorari de l'Orquestra Gulbenkian de Lisboa, Portugal.
Amb la Philharmonia de Londres, va dirigir el primer enregistrament de les Simfonies de Muzio Clementi.
Scimone va portar el món a descobrir la importància de les obres teatrals de Vivaldi, començant amb la primera representació moderna dOrlando furioso, amb Marilyn Horne i Victòria dels Àngels.
A la renascuda Fenice, Claudio Scimone va dirigir el primer revival modern de la versió veneciana de Maometto secondo de Rossini.
També va oferir les estrenes modernes de Mosè in Egitto i Èdip a Colonos de Rossini, i El judici final de Salieri.
Claudio Scimone va ser guardonat amb el títol de Cavaller Gran Creu de l'Ordre del Mèrit de la República Italiana (l'honor de més alt rang de la República). També va rebre un títol honorífic de dret per la Universitat de Pàdua.